# I Would Die 4 U
Singles de Prince
Purple Rain
(1984) Take Me with U
(1985)
I Would Die 4 U est une chanson de Prince et du groupe The Revolution, il s'agit du quatrième single sorti le 28 novembre 1984 de l'album Purple Rain. La version longue de I Would Die 4 U est la Face-B du single Erotic City paru en 1989, la couverture pour ce single est la même que Prince a utilisé pour I Would Die 4 U.
La version longue est en fait un jam studio de la chanson avec le groupe The Revolution et les musiciens de Sheila E., Eddie M au saxophone, Miko Weaver à la guitare et Sheila E. elle-même; la plupart de ces versions ont fréquemment été jouée aux concerts, précédant Baby I'm a Star. Le jam comporte certains réenregistrements et disparait à la fin; une version plus longue d'une durée approximative de 31 minutes ne fut jamais publiée officiellement mais fut toutefois piratée.
La Face-B, Another Lonely Christmas, est le conte triste d'un homme pleurant la mort de son amante le jour de noël. La version vinyle 12" britannique inclut aussi le titre Free de l'album 1999.
Certains fans de Prince pensent qu'il a chanté I Would Die 4 U du point de vue de Jésus. Sur le vinyle 12" et sur la tournée de Purple Rain, Prince a changé les paroles «I'm your messiah» pour «He's your messiah», indiquant le ciel au moment où il chante cette ligne.
Le producteur de musique français Space Cowboy a repris le titre sur son album Across The Sky sorti en 2003.

## Liste des titres
| A. | I Would Die 4 U (Extended version)          | 10:15 |
| B. | Another Lonely Christmas (Extended version) | 6:47  |

| A.  | I Would Die 4 U          | 2:57 |
| B1. | Another Lonely Christmas | 4:52 |
| B2. | Free                     | 5:00 |

## Charts
| Pays        | Chart                 | Meilleure position | Nombre de semaines | Première entrée  | Réf   |
| ----------- | --------------------- | ------------------ | ------------------ | ---------------- | ----- |
| États-Unis  | Billboard Hot 100     | 8                  | 15                 | 2 février 1985   | [ 2 ] |
| États-Unis  | Hot R&B/Hip-Hop Songs | 11                 | 9                  | 9 février 1985   | [ 2 ] |
| États-Unis  | Hot Dance Club Songs  | 50                 | 1                  | 9 février 1985   | [ 2 ] |
| Royaume-Uni | UK Singles Chart      | 58                 | 8                  | 8 décembre 1984  | [ 3 ] |
| Pays-Bas    | MegaCharts            | 7                  | 12                 | 22 décembre 1984 | [ 4 ] |